# Attentat du Petit-Clamart
L’attentat du Petit-Clamart, désigné par ses auteurs sous le nom d'opération Charlotte Corday, est un attentat organisé par le lieutenant-colonel Jean Bastien-Thiry, visant à assassiner le général de Gaulle, président de la République, le 22 août 1962 à Clamart dans le département de la Seine (aujourd'hui dans les Hauts-de-Seine).

## Contexte
Les différents motifs et enjeux de l'opération Charlotte Corday ainsi que ses répercussions (l'affaire Bastien-Thiry) ne peuvent se comprendre que dans le contexte particulier des événements qui l'ont précédée, notamment une précédente tentative d'assassinat à Pont-sur-Seine le 8 septembre 1961. Pour diverses raisons, l'opération prévue dans la foulée a été reportée en août 1962.
Le 5 juillet 1962, la République française dirigée par Charles de Gaulle reconnaît l'indépendance de l'Algérie d'une part à la suite des accords d'Évian établissant le cessez-le-feu, et d'autre part après le résultat de deux référendums, organisés en métropole puis en Algérie, portant sur l'autodétermination de l'Algérie. La guerre d'Algérie s'achève par le rapatriement d'un million de pieds-noirs, d'origine européenne et de juifs séfarades, fuyant les exactions provoquées par le rejet des garanties des accords d'Évian, notamment après le massacre d'Oran.
Et pourtant, en mai 1958, à Alger, un coup de force avait été mené conjointement par Pierre Lagaillarde, député d'Alger (poujadiste) et officier parachutiste de réserve, les généraux Raoul Salan (commandant des forces armées françaises en Algérie), Edmond Jouhaud (armée de l'air), Jean Gracieux (10e DP), l'amiral Auboyneau (marine nationale) avec l'appui de la 10e division parachutiste du général Massu (victorieuse de la décisive bataille d'Alger l'année précédente) et la complicité active des alliés de Jacques Soustelle. Il avait pour but de permettre le retour au pouvoir du général Charles de Gaulle qui était alors en retraite. En effet, les partisans du général de Gaulle misaient sur un changement radical de politique gouvernementale fondée sur le maintien de l'intégrité du territoire républicain, et donc de la poursuite de la politique de « pacification » dans les départements français d'Algérie menée depuis 1954.
Après avoir rassuré une foule gaulliste « européenne » (Pieds-Noirs et Juifs séfarades) et « musulmane » (Harkis et Moghaznis) fraternisant à Alger le 4 juin 1958, par un historique « Je vous ai compris », suivi d'un univoque « Vive l'Algérie française » à Mostaganem, Charles de Gaulle une fois devenu président de la République en 1959, entreprit pourtant d'achever la politique de décolonisation qu'il avait amorcée, alors général, en 1943 avec le Liban et la Syrie durant sa campagne de ralliement des colonies à la France libre en vue de la libération du territoire métropolitain lui-même occupé par l'Allemagne nazie d'Hitler. Plus tard, le 2 octobre 1958, de Gaulle accordait l'indépendance à la Guinée à la suite du rejet de la nouvelle constitution par celle-ci.
Quand, le 16 septembre 1959, le président de Gaulle emploie pour la première fois le terme d' « autodétermination » à propos de ce qui n'est encore dans les médias que « l'affaire algérienne », certaines voix de contestation commencèrent à se faire entendre parmi certains gaullistes en Algérie et en métropole. Les contestataires interprétaient le revirement de politique du chef de l'État, qu'ils avaient eux-mêmes contribué à porter au pouvoir, comme une « trahison. »
C'est finalement quelques mois plus tard, le 24 janvier 1960, que les plus extrémistes défenseurs du maintien de l'Algérie française établirent un état de siège dans la capitale algérienne, alors seconde ville de France comptant un million d'habitants « de souche européenne, » dans ce qui allait devenir la semaine des barricades. À la suite de déclarations auprès du journal d'Allemagne de l'Ouest Süddeutsche Zeitung laissant perplexe le chef de l'État quant à la loyauté que lui accordait le général Massu, désormais remplaçant de Salan à la tête de l'armée d'Algérie, celui-ci fut sur le champ muté en métropole. Plus tard, Massu est affecté à la zone d'occupation de la RFA, à Baden-Baden, d'où il tient un rôle historique en mai 1968. C'est le renvoi de celui qui avait permis le « putsch gaulliste » de 1958 qui servit d'élément déclencheur dans ce que les médias décrivirent comme « les événements d'Alger. »
Pierre Lagaillarde prit la tête des opérations d'insurrection, le commandement militaire étant assuré par le colonel Gardes. Des civils se solidarisèrent avec les factieux mais, à la surprise des insurgés, le général Crépin remplaçant Massu, resta fidèle au devoir de réserve de l'armée et ne fraternisa pas avec eux. Isolé, Lagaillarde dut se constituer prisonnier auprès de son supérieur hiérarchique au bout d'une semaine de siège. Il fut envoyé en métropole pour y répondre de ses actes.
En 1960, Lagaillarde profita de sa mise en liberté conditionnelle pour s'évader et s'exila à Madrid vivant alors à l'heure du franquisme. C'est en février 1961, à l'issue d'un accord avec Raoul Salan, lui aussi entré dans la clandestinité, que se créa l'Organisation armée secrète, qui plus tard prend parfois le nom d' « Organisation de l'armée secrète » ou tout simplement « Armée secrète. »

Emblème de l'organisation

Une partie de la population dite « de souche européenne », les pieds-noirs, qui, paradoxalement, n'avait pas été consultée lors du premier référendum, refusa de quitter sa terre natale, voire ancestrale pour certaines familles. Elle rejoignit les « maquis » de l'OAS dont l'un des plus connus fut celui de l'Ouarsenis,,.
En avril 1961, à la suite de l'échec du putsch des généraux visant cette fois à renverser de Gaulle, celui-ci menant des pourparlers avec une délégation des indépendantistes, et à substituer à son autorité une junte militaire, l'OAS multiplia ses opérations clandestines.
Ces actions, dont les plus radicales relevaient de l'assassinat politique et du terrorisme, ont été menées aussi bien dans les départements français d'Algérie qu'en métropole, l'OAS disposant d'une branche « Métro », par les « commandos Delta ».
En Espagne, Pierre Lagaillarde – toujours fugitif – se tenait avec les colonels Charles Lacheroy (co-créateur des CIPCG avec Salan) et Antoine Argoud, membre-clé du putsch des généraux en métropole, à la tête de la branche dissidente OAS-Madrid qui s'opposait au commandement Salan en préconisant un comité de direction coordonnant les opérations depuis l'étranger. Mais Lagaillarde fut interpellé par la Guardia Civil et mis en résidence surveillée en octobre 1961.
Le 20 mai 1962 en Italie, Georges Bidault, ancien ministre des Affaires étrangères de De Gaulle sous le GPRF, puis pendant la guerre d'Indochine, fut élu président du Conseil national de la Résistance (CNR, créé en 1962 pour la défense de l'Algérie française) par le comité exécutif, dont faisaient partie, entre autres, Jacques Soustelle (lui aussi ministre sous le GPRF) et le colonel Antoine Argoud. L'intitulé faisait référence à la Résistance à l'occupant allemand durant la Seconde Guerre mondiale, Bidault ayant lui-même occupé le poste de président du CNR (fédérant l'ensemble des mouvements de la Résistance) à la suite de Jean Moulin en 1943. Plusieurs analystes critiquent l'amalgame pratiqué par les fondateurs du CNR de 1962, amalgame qui suggère une équivalence possible entre l'Algérie et l'Alsace-Lorraine (territoire français perdu après la défaite contre la Prusse), ainsi qu'une identification du général de Gaulle à Adolf Hitler.
C'est sous le prétexte de tenter de mettre fin à ce qu'il voit comme l'immobilisme de la France face à la persécution des harkis et des Français d'Algérie par les Algériens alliés au FLN (le massacre de ces populations s'est poursuivi après les accords d'Évian du 18 mars 1962, sans que l'armée française ne soit autorisée à les protéger), que Bastien-Thiry met au point l’opération Charlotte Corday, au mois d'août 1962, selon lui, sous l'égide du CNR,.

## Déroulement
« Le 22 août 1962 […], au Petit-Clamart, la voiture qui me conduit à un avion de Villacoublay avec ma femme, mon gendre Alain de Boissieu et le chauffeur Francis Marroux est prise soudain dans une embuscade soigneusement organisée : mitraillade à bout portant par plusieurs armes automatiques, puis poursuite menée par tireurs en automobile. Des quelque 150 balles qui nous visent, quatorze touchent notre véhicule. Pourtant — hasard incroyable ! — aucun de nous n'est atteint. »

— Charles de Gaulle

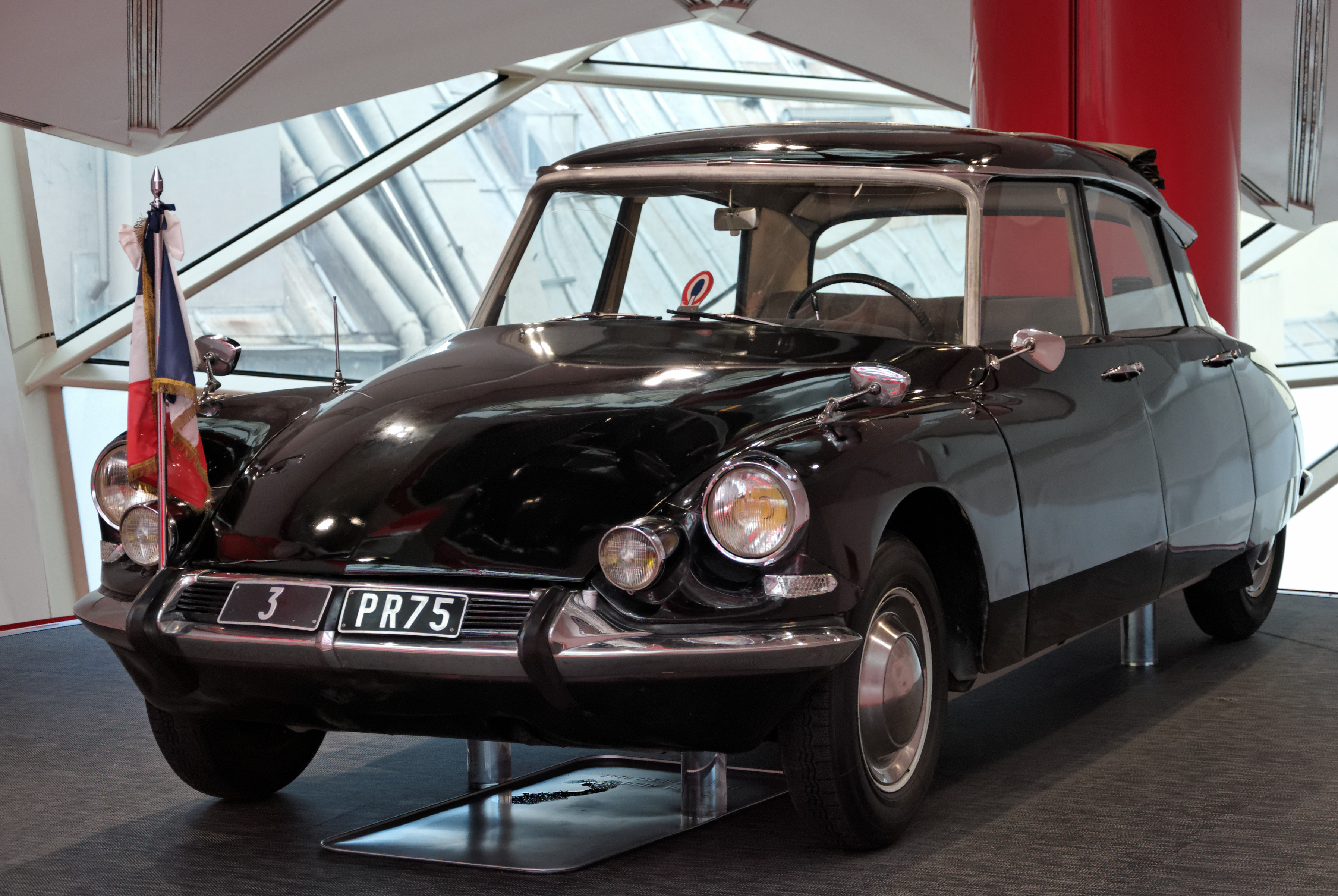
Une DS présidentielle de 1963 exposée à l'espace 3 juillet 1962 à Paris, en 2012.

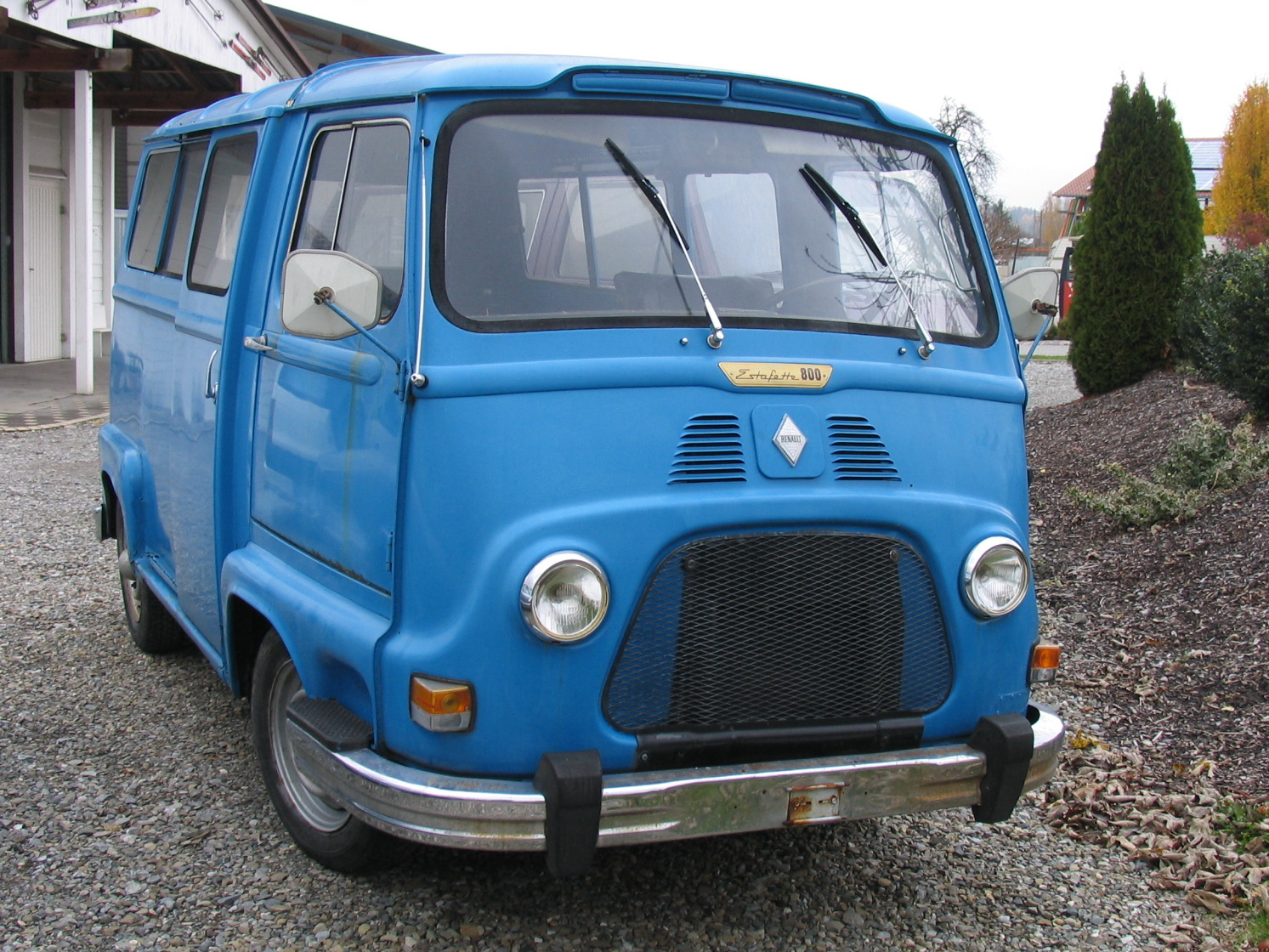
Renault Estafette.

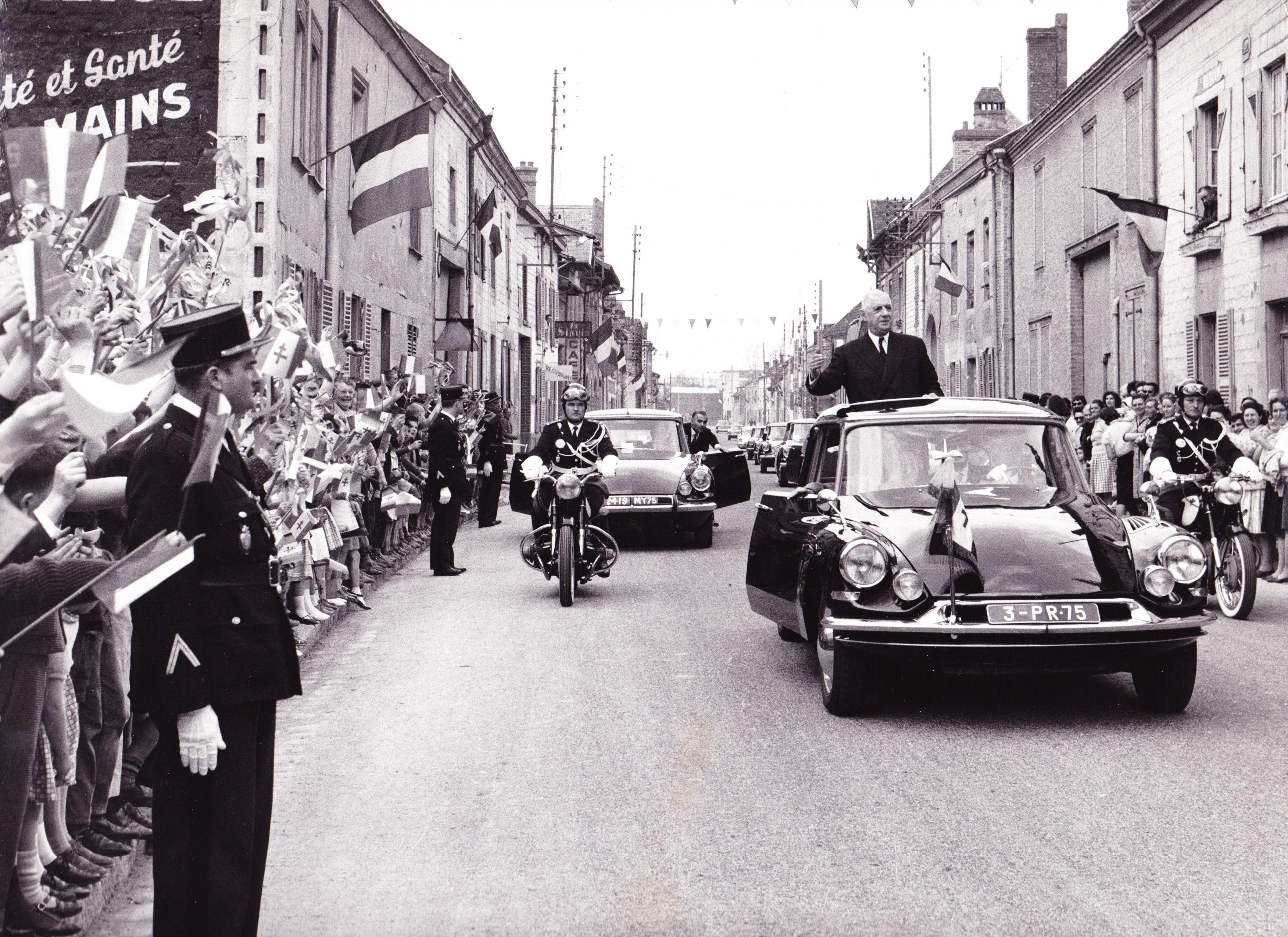
De Gaulle traversant le village d'Isles-sur-Suippe (Marne), en 1963.

Le 22 août 1962, aux environs de 19 h 45, deux Citroën DS 19 banalisées et escortées de deux motards (Robert Herry et Marcel Ehrman) quittent le palais de l'Élysée pour emmener le Général et son épouse à la base aérienne de Villacoublay, où ils doivent prendre un avion du GLAM à destination de Saint-Dizier pour rallier ensuite Colombey-les-Deux-Églises par la route. À bord de la première voiture, se trouvent de Gaulle, de retour d'un Conseil des ministres et son épouse Yvonne ; le colonel Alain de Boissieu, gendre et aide de camp du président, est quant à lui assis à côté du chauffeur, le gendarme Francis Marroux. Dans la deuxième DS conduite par le brigadier de police René Casselin, se trouvent le commissaire de police Henri Puissant, l'un des gardes du corps du général, Henri Djouder et le médecin militaire Jean-Denis Degos.
Sorti de Paris par la porte de Châtillon, le cortège emprunte la route nationale 306 (devenue D 906 et dénommée depuis « avenue du Général-de-Gaulle ») et roule en direction de Vélizy-Villacoublay où attend l'avion présidentiel. Alors qu'il arrive, à 20 h 20, à hauteur du carrefour des rues Charles-Debry, RN 306 et rue du Bois, à environ trois cents mètres avant le rond-point du Petit Clamart, le commando Bastien-Thiry est dissimulé en guet-apens.
Ce dernier est composé de Jean Bastien-Thiry, secondé par un autre métropolitain, Alain de La Tocnaye, qui considère de Gaulle comme un « cryptocommuniste » au même titre que les Hongrois László Varga, Lajos Marton et Gyula Sári, eux aussi farouchement anticommunistes. Le reste du groupe est composé de métropolitains et de Pieds-noirs. Ces derniers entendent venger les exactions commises contre leur communauté, notamment la fusillade de la rue d'Isly (80 morts et 200 blessés civils), ainsi que la perte de l'Algérie française. Le commando, de type militaire, est constitué de douze hommes équipés d'armes automatiques, d'explosifs et de quatre véhicules. 
Bastien-Thiry est dissimulé avant le croisement, dans une Simca 1000, d'où il donne le signal en agitant un journal. Cinq hommes sont dans une Estafette Renault jaune (Buisines, Varga, Sári, Bernier et Marton), équipés de fusils-mitrailleurs ; La Tocnaye est à bord d'une ID 19, avec Georges Watin et Prévost, munis de pistolets-mitrailleurs ; une camionnette Peugeot 403, dans laquelle sont embusqués Condé, Magade et Bertin, également avec des armes automatiques, est en réserve. La puissance de feu de ce commando est considérable : 187 balles ont été tirées par le commando, 14 ont criblé la DS présidentielle.
Le commando ouvre le feu sur la DS présidentielle, les pneumatiques avant du véhicule sont crevés. Georges Watin envoie une rafale de MAT 49 à l'arrière de la voiture où sont assis de Gaulle et son épouse. La glace arrière, côté de Gaulle, vole en éclats. Lors de l'assaut, in extremis, Alain de Boissieu crie aux de Gaulle de se baisser, ce qui leur évite d'être touchés. De Gaulle rapporte que son gendre lui a intimé l'ordre de se mettre à l'abri, lui disant : « À terre, Père ! » Boissieu ordonne au chauffeur, Francis Marroux (le même chauffeur pilotait la DS 19 présidentielle, le 8 septembre 1961, lors de l'attentat de Pont-sur-Seine) d'accélérer, ce qu'il fait et parvient, malgré l'état de la voiture et le sol mouillé à gagner à vive allure le terrain d'aviation de Vélizy-Villacoublay. Sur les 187 balles tirées par le commando, 14 impacts sont identifiés sur la DS dont une dans le dossier du passager avant où était assis de Boissieu et plusieurs à hauteur des visages de Mme de Gaulle et du général,. Autour de l'endroit de l'attentat, plusieurs magasins sont criblés d'impacts de balles. Réalisant l'échec de l'attaque, Gérard Buisines tente d'éperonner la DS avec l'Estafette tandis qu'à ses côtés Alain de La Tocnaye, par-delà la portière, tente de mitrailler la DS.
À l'arrivée à la base aérienne de Villacoublay, le général dit à ceux qui les accueillent : « Cette fois, c'était tangent. ». À la surprise des forces de l'ordre les encadrant, Yvonne de Gaulle prononce cette seule phrase, restée célèbre « J'espère que les poulets n'ont rien eu », voulant parler non pas des policiers mais des volailles en gelée achetées chez Fauchon et transportées dans le coffre de la DS,,,,. Le Général glisse à l'oreille de son épouse, assise à ses côtés dans l'avion du retour : « Vous êtes brave, Yvonne ».
Pendant l'attentat, une Panhard, circulant sur l'autre sens de la chaussée et dans laquelle se trouvait un couple et ses trois enfants,, essuie les coups de feu des tireurs. Le conducteur, M. Fillon, est légèrement blessé à un doigt.
Selon certains auteurs, comme le chanteur Jean-Pax Méfret, et le membre du commando Lajos Marton, les conjurés disaient avoir bénéficié d'un appui secret au sein de l'Élysée, celui du commissaire Jacques Cantelaube. Ce dernier, contrôleur général de la police et directeur de la sécurité du président, démissionna un peu avant l'attentat. Il éprouvait de l'antipathie envers l'homme dont il était chargé d'assurer la protection à la suite de sa conduite des affaires algériennes à partir de 1959. Ces complicités auraient permis à Bastien-Thiry de connaître l'immatriculation de la DS, la composition du cortège, ainsi que les différents itinéraires empruntés dont celui qui sera choisi au dernier moment par mesure de sécurité,. Selon Jean Lacouture : « […] grâce aux informations, dira le chef des conjurés, d'une « taupe » dont il disposait au sein de l'Élysée : mais les innombrables supputations faites à ce sujet n'ont débouché sur aucune information sérieuse. Il semble que Bastien-Thiry, sur ce plan, ait bluffé, pour affoler ou diviser l'entourage du général. En fait, il se fondait sur les appels téléphoniques de guetteurs placés autour de l'Élysée — notamment d'un certain « Pierre » — sitôt qu'était prévu un déplacement du chef de l'État. »
En 2015, Lajos Marton relance également l'hypothèse de l'implication du ministre des Finances de l’époque, Valéry Giscard d'Estaing, qui — sous le nom de code « B12 » — aurait informé l’OAS des déplacements du chef de l’État,.

## Interpellations, jugements et verdicts
Une gigantesque chasse à l'homme était lancée au soir du 22 août pour retrouver les auteurs de l'attentat. L'enquête se dirigea d'abord vers l'Estafette jaune, plusieurs témoins déclarant que parmi ses trois occupants, l'un d'entre eux boitait. Les policiers pensèrent reconnaître l'ingénieur Watin, dit « la Boiteuse », membre de l'OAS, mais ne parvinrent pas à l'appréhender. Deux hommes furent interpellés par hasard à un barrage de contrôle routier de la gendarmerie de Tain-l'Hermitage. Parmi ces deux hommes, un déserteur qui se vanta en disant : « Je suis de l'OAS ». Transféré d'abord au service régional de Police Judiciaire de Lyon, il avoua au commissaire Geneston faire partie du commando. Puis, transféré à Paris, il poursuivit sa confession, donnant au commissaire Bouvier tous les noms ou surnoms des conjurés qu'il connaissait.
Au bout de quinze jours, une quinzaine de suspects étaient interpellés par les hommes du commissaire divisionnaire Bouvier, alors que certains d'entre eux mettaient au point une nouvelle opération visant de Gaulle. La dernière interpellation, la plus spectaculaire, fut celle de Bastien-Thiry le 15 septembre, au sortir de son domicile de Bourg-la-Reine.
Le procès se tint au fort de Vincennes. Lors de la première séance, neuf accusés comparaissaient devant la Cour militaire de justice le 28 janvier 1963 : Jean-Marie Bastien-Thiry défendu par Jean-Louis Tixier-Vignancour, Alain de La Tocnaye, Pascal Bertin, Gérard Buisines, Alphonse Constantin, Étienne Ducasse, Pierre-Henri Magade, Jacques Prévost et László Varga. Six autres accusés furent jugés par contumace ; les absents, en fuite, se nommaient Serge Bernier, Louis de Condé, Gyula Sári, Lajos Marton, Jean-Pierre Naudin, et Georges Watin. Ce dernier s'était enfui en Suisse où il fut arrêté en janvier 1964 et mis au secret en prison afin d'échapper à la police française. Il y rencontra Marcel Boillat. De faux papiers lui furent fournis et il gagna l'Amérique du Sud. Il mourut au Paraguay en 1994. Tous les accusés étaient inculpés de tentative d'homicide volontaire avec guet-apens et d'attentat contre l'autorité de l'État avec usage d'armes.
Cette Cour militaire de justice avait pourtant été déclarée illégale par le grand arrêt du Conseil d'État du 19 octobre 1962, au motif qu'elle portait atteinte aux principes généraux de droit, notamment par l’absence de tout recours contre ses décisions. De Gaulle prolongea malgré tout l'existence de cette Cour pour cette affaire. En effet, la lecture de l'arrêt du Conseil d'État du vendredi 19 octobre 1962, faisant référence à l'ordonnance présidentielle du 1er juin 1962 instituant la Cour militaire de justice, indiquait : « Considérant qu'il ne résulte pas de l'instruction que, eu égard à l'importance et à la gravité des atteintes que l'ordonnance attaquée apporte aux principes généraux du droit pénal, en ce qui concerne, notamment, la procédure qui y est prévue et l'exclusion de toute voie de recours, la création d'une telle juridiction d'exception fut nécessitée par l'application des déclarations gouvernementales du 19 mars 1962 ; que les requérants sont, dès lors, fondés à soutenir que ladite ordonnance, qui excède les limites de la délégation consentie par l'article 2 de la loi du 13 avril 1962, est entachée d'illégalité ; qu'il y a lieu, par suite, d'en prononcer l'annulation. » Cependant, cette Cour qui devait être remplacée par une autre juridiction d'exception, la Cour de sûreté de l'État, fut prorogée par la loi du 20 février 1963.
Le 4 mars, à l'issue de l'instruction à charge contre l'officier Bastien-Thiry, la Cour militaire de justice l'a jugé coupable d'avoir planifié et orchestré l'opération Charlotte Corday.
Jugés en tant que simples exécutants, les tireurs furent condamnés à différentes peines de réclusion et bénéficièrent en 1968 de la grâce présidentielle. Mais Jean-Marie Bastien-Thiry, Alain de la Tocnaye et Jacques Prévost, défendus par Jacques Isorni furent condamnés à mort. Deux des condamnés furent graciés ; seul Bastien-Thiry fut exécuté, fusillé au fort d’Ivry le 11 mars 1963. Les cinq accusés absents furent condamnés par contumace à des peines de mort ou de réclusion et bénéficièrent eux aussi, beaucoup plus tard, de la grâce présidentielle.
Condamné à la peine capitale du chef de complot contre la sûreté de l'État et tentative d'assassinat contre le président de la République, non gracié par De Gaulle car avoir attenté à la vie de sa femme sans rôle politique était à ses yeux une circonstance aggravante , le lieutenant-colonel Bastien-Thiry fut passé par les armes d'un peloton militaire, au fort d'Ivry, le 11 mars 1963 à l'aube. Il reste le dernier condamné à mort fusillé en France.

## Affaire Bastien-Thiry
Le 2 février 1963, succédant aux brèves déclarations de ses coaccusés présents lors du procès, le principal inculpé de l’opération Charlotte Corday, Jean-Marie Bastien-Thiry plaida dans un discours fleuve la légitime défense à décharge pour lui et ses « camarades » et à charge contre les « hommes de pouvoir » et en particulier contre le plus puissant d'entre eux, celui que son avocat et futur candidat à la présidence Jean-Louis Tixier-Vignancour surnomma le « Prince ».
Constituante de « l'affaire Bastien-Thiry », la déclaration du colonel, que René Wittmann publia à un tirage confidentiel le 20 février 1963 et dont la maison d'édition proche de l'extrême droite la Serp édita une série de 33 tours la même année, commençait par ces mots :

« L'action dont nous répondons aujourd'hui devant vous présente un caractère exceptionnel, et nous vous demandons de croire que seuls des motifs d'un caractère également exceptionnel ont pu nous déterminer à l'entreprendre. Nous ne sommes ni des fascistes ni des factieux, mais des Français nationaux, Français de souche ou Français de cœur. Ce sont les malheurs de la patrie qui nous ont conduits sur ces bancs. »

Pour ce qu'il représente et la nature de la déclaration de Bastien-Thiry, ce procès sera vécu à l'époque comme celui de l'OAS et, dans une certaine mesure, celui de la guerre d'Algérie. Il inspira nombre d'ouvrages des années 1960 à nos jours, qu'il s'agisse de critiques de la peine de mort, bien que l'opinion publique française y soit alors majoritairement favorable, de témoignages, la famille du condamné œuvre depuis pour sa réhabilitation à travers le « cercle Bastien-Thiry, » ou de contre-enquêtes ; dans Bastien-Thiry : jusqu'au bout de l'Algérie française, Jean-Pax Méfret, grand reporter, s'interroge : « Comment un homme, doté de profondes convictions catholiques et d'un bagage culturel supérieur, a-t-il pu en arriver là ? »
Dans la presse nationale, les réactions à « l'affaire Bastien-Thiry », qui débouche à la fois sur la dernière exécution politique en France et sur le dernier fusillé, ne se firent pas attendre. Le remarquable de la situation consiste en trois points : la virulence de la critique de Bastien-Thiry à l'égard de la politique algérienne adoptée par de Gaulle, le fait que les condamnés aient finalement été graciés à l'exception d'un seul, le caractère expéditif de la sentence. Ainsi au lendemain de l'exécution, dans L'Express, Jean Daniel écrivait : « En fait, l'inhumanité du souverain finit par accabler jusqu'à ses partisans », tandis que dans Le Canard enchaîné, sous la plume de Jérôme Gauthier, on pouvait lire : « C'est la honte qui rase les murs. Une certaine justice aussi, semble-t-il… », suivi de : « Le lieutenant-colonel Bastien-Thiry est mort, je ne dis pas pleuré, mais plaint par un très grand nombre de Français, même parmi ceux les plus farouchement hostiles à sa cause ».

## Thèse de l'enlèvement

### Remise en cause de l'objectif de l’assassinat
Il existe une thèse alternative et polémique selon laquelle le but premier de l'opération n'était pas d'assassiner le président Charles de Gaulle à Clamart mais de l'enlever pour le déférer devant le tribunal du CNR.
Cette thèse a été défendue par maître Jean-Louis Tixier-Vignancour avocat de Bastien-Thiry pour faire acquitter les neuf conjurés présents lors du procès. Par la suite, elle a été reprise et défendue par Agnès de Marnhac (troisième et plus jeune fille de Bastien-Thiry âgée de trois ans lors des faits) dans son ouvrage Mon père, le dernier des fusillés édité par Michalon, le 7 avril 2005. Psychogénéalogiste et thérapeute de profession, elle a soutenu en outre une thèse basée sur la psychogénéalogie selon laquelle « en faisant don de sa vie, [s]on père rachetait la faute de son ancêtre le duc de Massa qui avait envoyé au peloton d'exécution un innocent, le duc d'Enghien » (affaire du duc d'Enghien). Agnès de Marnhac a disparu le 28 juin 2007 des suites d'un cancer.
La thèse de l'enlèvement a été démentie dans les médias en 2005 (dont le quotidien Présent et l'émission Tout le monde en parle) par les membres mêmes du commando du Petit-Clamart dont Louis Honorat de Condé, Lajos Marton et Armand Belvisi (ce dernier a été évincé de l'opération au dernier moment à la suite d'un différend avec Alain de La Tocnaye).

### Commanditaire de l'attentat
Agnès de Marnhac récuse aussi l'appartenance de Bastien-Thiry à l'OAS, prétendant que son père a agi sur ordre du CNR. Or certains membres du commando contestent cette version. Selon Louis Honorat de Condé : « Notre chef ne fut pas membre de l'OAS-Algérie mais appartenait à la dernière formation de l'OAS-Métropole qui fut appelée OAS-CNR, laquelle succédait à Mission I, Mission II et Mission III. »[réf. nécessaire]. Le chef de l'OAS-Métro était le capitaine Pierre Sergent et celui de Mission III était André Canal dit « le Monocle ». Bastien-Thiry ne faisait pas partie de l'organigramme de l'OAS et avait déjà organisé de sa propre initiative l'attentat de Pont-sur-Seine. De Lajos Marton ajoute qu'en 1961 Bastien-Thiry a contacté le colonel Argoud en disgrâce depuis la semaine des Barricades (janvier 1960), nommé à Metz à un poste « placard » où il passe le plus clair de son temps à préparer le putsch qui a lieu le 21 avril 1961. En dépit de la sympathie que lui inspire Bastien-Thiry, Argoud ne peut prendre le risque de l'associer à l'action en cours, et encore moins lui apporter de l'aide pour le projet d'exécuter de Gaulle. Il revoit néanmoins Bastien-Thiry en 1961. Nul ne sait comment, Bastien prit par la suite contact avec Jean Bichon, « ancien résistant, officier de liaison entre le « Vieil État-Major » et le Haut-Commandement de l'OAS ». Dans L' Attentat : indicatif Écho-Gabriel (1972), Armand Belvisi écrit: « je contactai le Monocle pour qu'il me donne les armes dont j'avais besoin. Nous étions les seuls, à Mission III, à posséder un important stock de munitions. Ni le Vieil État-Major, ni Jean Bichon ne pouvaient aider Bastien-Thiry. Ils ne possédaient presque plus rien. […] je cachai tout cela dans mon studio […] et, le 27 avril, avec Bernier, j'allai les essayer dans le bois […]. »
Après le putsch d'Alger d'avril 1961, le général Raoul Salan prend la tête de l'OAS avec pour adjoint le général Edmond Jouhaud. Le 25 mars 1962 Jouhaud est interpellé à Oran, puis le 20 avril 1962 c'est au tour de Salan d'être arrêté à Alger. Le 24 avril le général Paul Gardy annonce à la radio pirate d'Oran (le seul émetteur de l'OAS) qu'il prend sa place au sommet de l'organigramme, mais le commandement est également revendiqué par Jean-Jacques Susini. Dans les faits, le général Gardy n'exerce un contrôle complet que sur l'OAS d'Oran. Le 20 mai 1962, Georges Bidault en exil à Munich, République Fédérale d'Allemagne, a fondé à Milan le CNR avec Jacques Soustelle.

## Membres du commando Charlotte Corday
- Jean Bastien-Thiry (35 ans), alias « Didier », lieutenant-colonel de l'armée de l'air, ingénieur en chef de l'armement, polytechnicien[54].
- Alain de La Tocnaye (36 ans) alias « Max », lieutenant d'artillerie, déserteur.
- Jacques Prévost (31 ans), ancien sergent parachutiste à Ðiện Biên Phủ.
- Georges Wattin (29 ans), natif d'Algérie, alias « la boiteuse, » recherché par la police.
- Pierre Magade (22 ans), déserteur de l'armée de l'air.
- Louis Honorat de Condé (24 ans), sous-lieutenant de réserve.
- Pascal Bertin (20 ans), étudiant.
- Lazlo Varga (20 ans), ex-insurgé anticommuniste de l'insurrection de Budapest, réfugié politique hongrois en 1956.
- Lajos Marton (31 ans), ex-élève pilote de l'aviation magyare, ex-insurgé anticommuniste de l'insurrection de Budapest, réfugié politique hongrois en 1956.
- Serge Bernier (29 ans), ancien sous-officier du Bataillon de Corée.
- Gyula Sári (31 ans), ex-sergent 2e REI de la Légion étrangère blessé à Ðiện Biên Phủ, ex-insurgé anticommuniste de l'insurrection de Budapest, réfugié politique hongrois en 1956.
- Gérard Buisines (36 ans), ancien légionnaire.
- Alphonse Constantin (34 ans), ancien légionnaire, déserteur à la veille de l'attentat.
- Armand Belvisi (37 ans), arrêté en juin 62, dans des conditions spectaculaires qui ont inspiré une des scènes du film Le Complot, dans lequel le rôle de Belvisi est joué par Michel Duchaussoy ; selon A. Belvisi, cette arrestation qui eut lieu avenue Victor-Hugo dans l'appartement d'une journaliste de l'ORTF, résulterait d'un désaccord avec de La Tocnaye et sur dénonciation de Wattin.
- Jean-Pierre Naudin (20 ans), étudiant classe préparatoire à Saint-Cyr.
- Membres du complot non identifiés au moment de l'instruction et du procès : Jean Bichon, Pierre et Jacques Sidos, Olivier Sers et, selon ce dernier (cf. bulletin du Cercle JBT de février 2011), quelque 200 complices.

## Devenir du véhicule
Deux ans après l'attentat, la DS 19 endommagée est restaurée, les impacts de balles étant effacés, puis est vendue le 15 octobre 1964 au général Robert-Pol Dupuy, ancien commandant militaire de l'Élysée,. Celui-ci endommage gravement le véhicule quelques années plus tard lors d'un accident avec son fils durant l'hiver 1971-1972, près de Verdun. Il est remisé dans un garage à Lissey, dans l'attente d'éventuelles réparations. En 1980, sept ans après la mort du général Dupuy, sa famille fait don de la DS en très mauvais état à l'institut Charles-de-Gaulle. Citroën s'engage à restaurer gratuitement cette voiture historique, mais elle s'avère trop dégradée,.
Avec le soutien de Citroën et PSA, une réplique de la DS du Petit-Clamart est donc créée avec un modèle identique, avec notamment les impacts de balles balisés par des croix-blanches sur la carrosserie (d'ailleurs pas exactement au bon endroit pour certains). Les plaques d'immatriculation du véhicule authentique sont apposées sur cette réplique, et sont les seules pièces d'origine à y être ajoutées. Cette réplique est d'abord exposée dans une véranda de la maison natale de Charles de Gaulle à Lille. Elle rejoint ensuite le vaste musée du mémorial Charles-de-Gaulle de Colombey les Deux Églises. Le musée n'indique pas clairement qu'il ne s'agit pas du véritable véhicule, si ce n'est la mention floue « DS 19 dite du Petit-Clamart », et emploie les termes vagues de « reconstitution » ou « restauration » de la voiture historique,,,. La réplique, toujours présentée comme la vraie, effectue deux voyages en Chine, en 2003-2004 et 2013-2014, dans des expositions itinérantes à l'occasion des 40e puis 50e anniversaires de la reconnaissance de la république populaire de Chine par la France en 1964,,,.

## Conséquences politiques
Après cette tentative d'assassinat, le président de la République prend la parole dans une allocution télévisée, le 20 septembre 1962, pour proposer à la nation et au peuple français une réforme de la Constitution de la Vème République au sujet du mode d'élection du président de la République. Charles de Gaulle désire en effet dès 1958 que le président, jusque-là élu par un collège d'électeurs, le soit au suffrage universel direct. En effet, le chef de l'État, conscient que l’avenir du régime qu’il a instauré n’est pas acquis après son départ du pouvoir, voit notamment en cette tentative d'assassinat une remise en question de sa personne et de la légitimité de la nouvelle République. Il s'agit alors pour lui de montrer que cet attentat, qui aurait pu mettre fin à la Vème République, marquera au contraire son affermissement, par un renforcement de la légitimité populaire de son poste pour lui comme pour ces successeurs, entérinant ainsi le présidentialisme de la Vème République. Les conséquences de cette décision politique seront multiples : première motion de censure votée sous la Vème République, première dissolution de l'Assemblée Nationale de la Vème République et référendum constitutionnel qui approuvera la proposition de Charles de Gaulle à 62,25%.

### Filmographie
- Fred Zinnemann, The Day of the Jackal (1973, titre Français Le Chacal), d'après le roman du même nom de Frederick Forsyth. Les premières minutes de ce film sont une reconstruction de l'attentat, clôturant avec l'exécution de Bastien-Thiry.
- Jean-Teddy Filippe, Ils voulaient tuer de Gaulle, 2005.

### Enregistrements sonores
- Hommes et faits du XXe siècle : le procès du Petit-Clamart, Serp (1963)
- Extrait de l'enregistrement sonore de la déclaration du lieutenant-colonel Jean Bastien-Thiry au tribunal de la Cour militaire de justice, le 2 février 1963 (4 min 10 s)
- Les Grains de sable de l'histoire : l'attentat du Petit Clamart, RMC Découverte, émission du 3 novembre 2015
- Hondelatte raconte : l'attentat du Petit Clamart, Europe 1, émission du 22 juillet 2017
- Tuer de Gaulle, l’attentat du Petit-Clamart, Affaires Sensibles, France Inter, émission du 22 juin 2020